# Polyptychus claudiae
Polyptychus claudiae là một loài bướm đêm thuộc họ Sphingidae. Nó được tìm thấy ở vùng Sumbawa thuộc Indonesia và được Brechlin, Kitching, Cadiou phân loại vào năm 2001.